# Леван Мчедлідзе
Леван Мчедлідзе (груз. ლევან მჭედლიძე; нар. 24 березня, 1990, Тбілісі, Грузинська РСР, СРСР) — грузинський футболіст, нападник футбольного клубу «Динамо» (Батумі).

## Клубна кар'єра
Син радянського воротаря Карло Мчедлідзе. Кар'єру починав у клубі «Діла», за який зіграв два матчі. У 2006 році перейшов в італійський «Емполі», де виступав за молодіжну команду.
Влітку 2008 року Леван перейшов у «Палермо» на правах оренди строком на один рік. У Серії А дебютував 24 вересня у грі з «Наполі». Через кілька тижнів він забив свій перший гол — у ворота «Ювентуса», але через травми грав нерегулярно. Тим не менш керівництво «Палермо» продовжило угоду оренди ще на один рік, але Мчедлідзе не зміг закріпитись в команді та провів у сезоні 2009/10 всього дві гри, після чого повернувся у «Емполі». У клубі використовується в системі ротації, проводячи біля 50 % ігор чемпіонату за сезон.
1 травня 2017 року Мчелідзе відразу після матчу отримав по обличчю від вболівальників «Емполі», невдоволених поразкою своєї команди. При цьому гравець не брав участі у грі через травму.
18 вересня 2019 року повернувся у Грузія, в столичний клуб «Динамо (Тбілісі)», з яким двічі став чемпіоном Грузії, але на поле виходив вкрай рідко і у березні 2021 року перейшов у «Динамо» (Батумі).

## Кар'єра у збірній
За збірну Грузії дебютував 2007 року у матчі зі збірною Італії. Свій перший гол за збірну він забив у тому ж році, у ворота збірної Шотландії.

## Досягнення
- Чемпіон Грузії (2): 2019, 2020